# Нові Каратавли
Нові Каратавли́ (рос. Новые Каратавлы, башк. Яңы Ҡаратаулы) — присілок у складі Салаватського району Башкортостану, Росія. Входить до складу Алькінської сільської ради.
Населення — 364 особи (2010; 354 в 2002).
Національний склад:
- башкири — 99 %

Стара назва — Новокаратавли.